# Розендорф
Розендорф (нім. Rosendorf) — громада в Німеччині, розташована в землі Тюрингія. Входить до складу району Заале-Орла. Складова частина об'єднання громад Триптіс.
Площа — 6,26 км2. Населення становить 171 ос. (станом на 31 грудня 2021).